# كلوديا غوري
كلوديا غوري هي منافسة ألعاب القوى أندورية، ولدت في 1 مايو 1995.

## وصلات خارجية
- كلوديا غوري على موقع الاتحاد الدولي لألعاب القوى (الإنجليزية)